# Misericordia et misera

Wappen des Papstes Franziskus mit dem Wahlspruch Miserando atque eligendo (erbarmungswürdig und doch erwählt)

Misericordia et misera („die Barmherzigkeit und die Erbärmliche“) ist ein nach seinem Incipit benanntes Apostolisches Schreiben von Papst Franziskus. Es erschien am 20. November 2016 zum Abschluss des außerordentlichen Heiligen Jahres der Barmherzigkeit.

## Form des Schreibens
Das Schreiben in Form einer Exhortatio besteht aus zweiundzwanzig kurzen Kapiteln. Die Anfangsworte Misericordia et misera entstammen einem Kommentar des heiligen Augustinus zu der Begegnung Jesu mit der Ehebrecherin, die gesteinigt werden sollte (Joh 8,1–11 ) Hierzu merkt der hl. Augustinus an: „Zwei blieben zurück, die Erbarmenswerte und die Barmherzigkeit“.

## Inhalt
In einer Einführung erläutert der Papst die Namensgebung des Schreibens und setzt die Stelle aus dem Johannesevangelium in Beziehung zum vergangenen Jahr der Barmherzigkeit in der katholischen Kirche. Im zweiten Kapitel folgen Ausführungen über die Vergebung als das sichtbarste Zeichen der Liebe des Vaters im Leben Jesu Christi. Es gebe bis hin zum Kreuzestod keine Stelle im Evangelium, „die aus diesem Imperativ der Liebe, die bis zur Vergebung reicht“, ausgeklammert werden könne.
Ausgehend von der Perikope über die Begegnung der Sünderin, die Jesu Füße salbte, spricht Franziskus im Folgenden über die Freude, um dann wieder auf das heilige Jahr der Barmherzigkeit zurückzukommen, für das es Dank zu sagen gelte. Es schließt sich ein ausführlicher Ausblick an, der von der Erfahrung der Barmherzigkeit in der Spendung der Sakramente ausgeht. Nicht zuletzt habe die Kirche bei der Bezeichnung der Sakramente der Versöhnung und der Krankensalbung als „Sakramente der Heilung“ und in deren Spendeformeln sprachlich ausdrücklich auf die Barmherzigkeit verweisen wollen.
Es folgen Ausführungen zur Wichtigkeit des sonntäglichen Kirchgangs für den einzelnen und zur Homilie. im Zusammenhang damit ist es dem Papst ein Anliegen, dass in jeder Gemeinschaft ein Sonntag des Kirchenjahres  dem Wort Gottes gewidmet sei, „um den unerschöpflichen Reichtum zu verstehen, der aus diesem ständigen Dialog Gottes mit seinem Volk hervorgeht.“
Nach nochmaligem Eingehen auf die Beziehung zwischen Bußsakrament und Barmherzigkeit ermahnt der Papst die Priester zur Offenheit, Aufnahmebereitschaft, Fürsorge, Verfügbarkeit, Weitsichtigkeit und Großherzigkeit bei der Vergebung, gleichzeitig jedoch auch zur Unmissverständlichkeit, was die Darlegung der moralischen Prinzipien betreffe. Das Sakrament der Versöhnung müsse seinen zentralen Platz im christlichen Leben wiederfinden, die Priester stellten eigens ihr Leben in den „Dienst der Versöhnung“.  Damit „dem Wunsch nach Versöhnung und der Vergebung Gottes nichts im Wege stehe“, gewährt der Papst im Folgenden allen Priestern die „Vollmacht, von der Sünde der Abtreibung jene loszusprechen, die sie vorgenommen haben und reuigen Herzens dafür um Vergebung bitten“. Diese Erlaubnis war bereits zuvor mit der Bulle Misericordiae vultus für die Dauer des heiligen Jahres gewährt worden. Misericordia et misera hebt die zeitliche Beschränkung auf und erklärt die Erlaubnis für weiterhin gültig (Nr. 12).
In diesem Zusammenhang hebt der Papst auch bis auf weiteres die zeitliche Beschränkung der Erlaubnis für die Gläubigen auf, das Bußsakrament bei Priestern der Priesterbruderschaft St. Pius X. zu empfangen, „so möge keinem das sakramentale Zeichen der Versöhnung durch die Vergebung der Kirche je fehlen.“ Auch diese Erlaubnis war zuvor für die Dauer des heiligen Jahres erteilt worden.
Mit Ausführungen zum Wert des Trostes, des Schweigens und der Familie kommt Franziskus auf das Sakrament der Ehe zu sprechen und schließlich auf den Moment des Todes. Letzterer bedeute für die Kirche eine große Herausforderung vor dem Hintergrund einer Kultur, die häufig zu einer Banalisierung des Todes neige und zwar so weit, dass sie ihn „eine reine Fiktion werden“ ließe oder ihn verdränge. Der Tod sei dem entgegen ein „schmerzlicher und unausweichlicher Übergang“, der dennoch voll Sinn sei und den man vorbereiten müsse. „Wir erfahren die Exequien als hoffnungsvolles Gebet für die Seele des Verstorbenen und als Spendung von Trost für jene, die unter dem Abschied eines geliebten Menschen leiden.“
Punkt 16 enthält Ausführungen über die Bedeutung und den Wert der leiblichen Werke der Barmherzigkeit, die den Menschen ihre Würde zurückgäben. Der Papst verknüpft dies dem hauptsächlichen Werk der Barmherzigkeit, die Nackten zu kleiden, das er in Beziehung zum Sündenfall und der Vertreibung aus dem Paradies setzt. Die Scham über die Bestrafung Gottes werde durch sein Handeln, ihnen Röcke aus Fellen zu machen (Gen 3,21 ), überwunden und ihre Würde wiederhergestellt. Der soziale Charakter der Barmherzigkeit verlange, „nicht untätig zu bleiben und die Gleichgültigkeit und Heuchelei zu vertreiben, damit die Pläne und Projekte nicht toter Buchstabe bleiben.“ Es gelte, eine „Kultur der Barmherzigkeit“ wachsen zu lassen, die sich im „beharrlichen Gebet, in der bereitwilligen Offenheit für das Wirken des Heiligen Geistes, in der Vertrautheit mit dem Leben der Heiligen und in der konkreten Nähe zu den Armen“ bilde.
Im Folgenden führt der Papst seinen Wunsch aus, künftig den letzten Sonntag im Jahreskreis in der ganzen Kirche auch als Welttag der Armen zu begehen. Dieser Wunsch sei im Zusammenhang mit der Feier eines „Jubiläums der Barmherzigkeit für die von der Gesellschaft Ausgeschlossenen“ entstanden und in den Augen des Papstes die würdigste Vorbereitung für die Feier des Christkönigsfestes mit seinem endzeitlichen Charakter, „denn Jesus Christus hat sich mit den Geringen und den Armen identifiziert und wird uns nach den Werken der Barmherzigkeit richten“ (Nr. 21).